# Banchō Sarayashiki
Banchō Sarayashiki (番町皿屋敷, La mansió dels plats a Banchō) és la història d'un fantasma japonès (kaidan) a qui li va afectar la confiança trencada i promeses incomplertes, i que condueixen a un destí trist. Coneguda alternativament com la tradició sarayashiki (皿屋敷, Manor of the Dishes), totes les versions del conte giren al voltant d'una criada, que mor injustament i torna a perseguir els vius. Algunes versions tenen lloc a la província de Harima (播磨国, Harima no kuni) o Banshū (播州), altres a la zona de Banchō (番町) a Edo.

## Història
La història de la mort d'Okiku (お菊

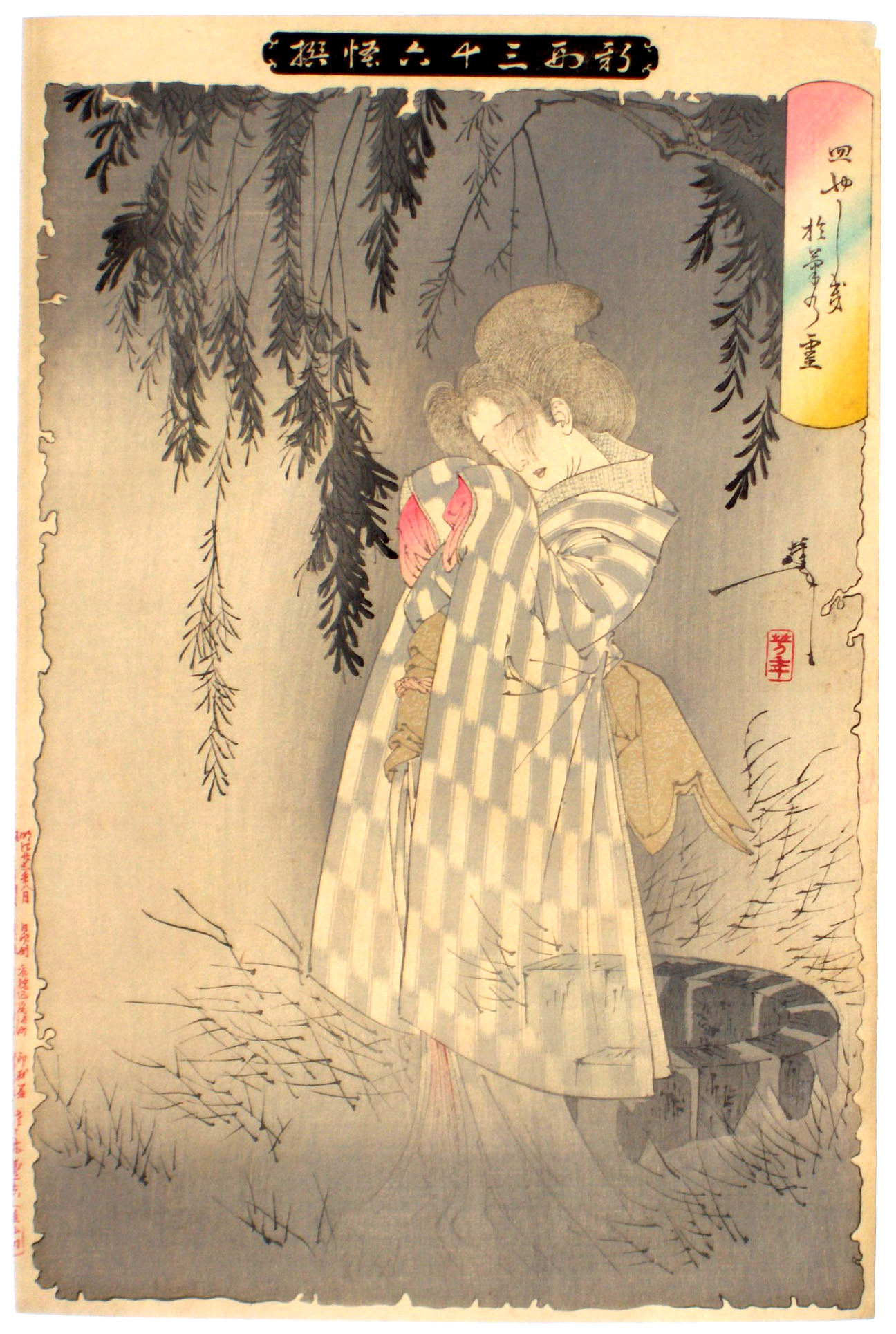
Retrat d'Okiku de Tsukioka Yoshitoshi.

) va aparèixer per primera vegada com una obra de teatre bunraku anomenada Banchō Sarayashiki el juliol de 1741 al teatre Toyotakeza. La llegenda fantasmal havia estat adaptada a una producció de ningyō jōruri per Asada Iccho i Tamenaga Tarobei I. Com molts espectacles de bunraku d'èxit, va seguir una versió kabuki i el setembre de 1824, Banchō Sarayashiki es va posar en escena al teatre Naka no Shibai protagonitzat per Otani Tomoemon II i Arashi Dakuki IV i el paper d'Arashi Koroku A.

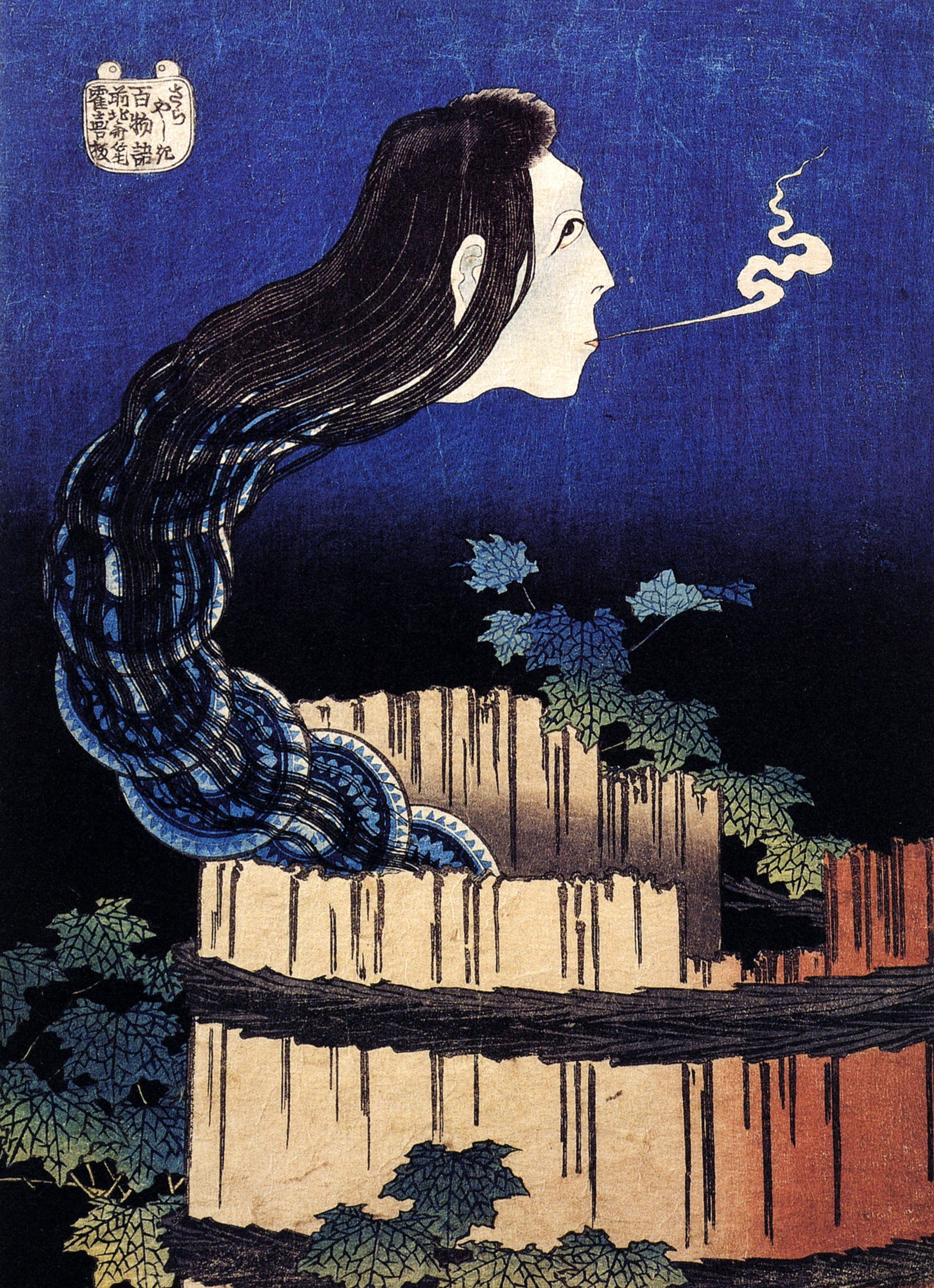
Una impressió ukiyo-e d'Hokusai que representa Okiku, de la seva sèrie Cent històries de fantasmes.

Una versió kabuki en un acte va ser creada el 1850 per Segawa Joko III, sota el títol Minoriyoshi Kogane no Kikuzuki, que va debutar al teatre Nakamura-za i va protagonitzar Ichikawa Danjūrō VIII i Ichikawa Kodanji IV en els papers de Tetsuzan i Okiku. Aquesta adaptació en un acte no va ser popular, i es va replegar ràpidament, fins que va ser revisada el juny de 1971 al teatre Shinbashi Enbujō, protagonitzada per la popular combinació de Kataoka Takao i Bando Tamasaburō V en els papers de Tetsuzan i Okiku.
L'adaptació més familiar i popular de Banchō Sarayashiki, escrita per Okamoto Kido, va debutar el febrer de 1916 al teatre Hongō-za, protagonitzada per Ichikawa Sadanji II i Ichikawa Shōchō II en els papers de Lord Harima i Okiku. Era una versió moderna de la clàssica història de fantasmes en la qual el conte de terror va ser substituït per un estudi psicològic de les motivacions dels dos personatges.

## Resum argumental

### Versió folclòrica
Hi havia una bona serventa rentavaixelles anomenada Okiku que treballava al castell d'Himeji. El seu amo va intentar fer-la la seva amant, però ella el va rebutjar cada cop. Es va impacientar i va voler enganyar-la perquè es convertís en seva, així que va amagar un dels deu plats preciosos dels quals era responsable. Quan la va cridar, li va dir que faltava una de les plaques. En un frenesí, va comptar les nou peces de la vaixella moltes vegades. El samurai s'oferí a passar per alt l'assumpte si finalment es convertia en la seva amant, però ella el rebutjà de nou. Enfurismat, Aoyama va fer que els seus servents li peguessin, la lliguessin i la suspenguessin a sobre d'un pou. Després de ser torturada l'Okiku va tornar a ser interrogada i li va demanar que es casés amb ell. Aoyama llavors l'atacà amb l'espasa tallant-la i deixà caure el seu cos al pou.
L'Okiku es convertí en un esperit venjador (Onryō) que turmentaria el seu assassí comptant fins a nou i després fent un crit terrible per representar la desena peça de la vaixella que faltava, o potser s'havia turmentat i encara estava intentant trobar la desena peça, però es posava a cridar d'agonia quan veia que no podia. En algunes versions de la història, aquest turment pot continuar fins que un exorcista o veí crida "deu" en veu alta al final del seu recompte. El seu fantasma, finalment alleujat que algú li hagués trobat el plat, ja no persegueix més el samurai.

### Versió Ningyō Jōruri
Hosokawa Katsumoto, el senyor del castell d'Himeji, ha caigut greument malalt. L'hereu de Katsumoto, Tomonosuke, planeja donar un joc de 10 plats preciosos al shōgun per assegurar la seva successió. No obstant això, el cap de servei Asayama Tetsuzan planeja fer-se càrrec. El servidor de Tomonosuke, Funase Sampei Taketsune, està compromès per casar-se amb una dama de companyia, Okiku. Tetsuzan planeja forçar l'Okiku a ajudar-lo a assassinar en Tomonosuke.
Tetsuzan, amb l'ajuda d'un espia, roba una de les 10 peces de la vaixella i convoca l'Okiku perquè porti la caixa que conté les peces a la seva cambra. Allà, intenta seduir l'Okiku. Ella es nega a causa del seu amor per Taketsune. Rebutjat, Tetsuzan fa que l'Okiku compti les peces per trobar només nou. Ell la culpa del robatori i s'ofereix a mentir per ella si accepta ser la seva amant. Okiku es nega de nou i Tetsuzan la fa colpejar amb una espasa de fusta.
Aleshores, Tetsuzan la fa penjar sobre un pou i, gaudint eròticament de la seva tortura, la fa baixar al pou diverses vegades, colpejant-la ell mateix quan l'aixequen. Li demana que es converteixi en la seva amant i l'ajudi en l'assassinat de Tomonosuke. Ella es nega de nou, i en Tetsuzan la colpeja amb l'espasa, enviant el seu cos al pou.
Mentre neteja la seva espasa, el so d'una veu comptant els plats prové del pou. Tetsuzan s'adona que és el fantasma d'Okiku, però no es mou del tot. L'obra acaba amb el fantasma d'Okiku que s'aixeca del pou i Tetsuzan mirant-la despectivament.

### Versió d'Okamoto Kido
Ambientat a Edo el 1655, un vassall del shogun, Harima Aoyama, s'ha enamorat d'una jove criada, Okiku. S'han promès casar-se, però l'Aoyama rep una proposta de matrimoni a través d'una tieta. Per tal de posar a prova les intencions d'Aoyama, l'Okiku trenca una de les deu peces de vaixella de l'herència que van passar per generacions de la seva casa. El càstig tradicional per trencar aquesta herència era la decapitació. Quan l'Aoyama s'assabenta de l'incident i li diuen que l'Okiku ho va trencar per accident, la perdona i reafirma el seu amor per ella. Tanmateix, quan més tard confessa, l'Aoyama s'enfada i trenca els plats restants, la mata i la llença a un pou.
A partir de llavors, es veu que el yūrei (fantasma) d'Okiku entra a la casa i compta els, de l'un al nou. En trobar-la al jardí, l'Aoyama veu que el seu rostre fantasmal no és de venjança, sinó de bellesa i calma. Prenent força d'això, comet seppuku i s'uneix a ella en la mort.
La versió d'Okamoto es va estrenar el febrer de 1916 al ja (Hongōza) a Bunkyō, Tòquio, protagonitzada per ja (Sadanji Ichikawa II) i Shōchō Ichikawa II. Destaca per ser una adaptació molt més romàntica de la història, semblant a la versió kabuki de Botan Dōrō. Aquesta va ser una influència de la Restauració Meiji, que va portar les obres de teatre occidentals al Japó per primera vegada. Les obres occidentals eren molt més notables per als elements romàntics, i això es va adaptar a un estil de teatre conegut com a Shin Kabuki o Nou Kabuki. Shin Kabuki va ser finalment una fusió infructuosa d'Orient i Occident, encara que el Banchō Sarayashiki d'Okamoto segueix sent un dels pocs clàssics.

### Variacions
En algunes versions del conte, l'Okiku és una minyona que incorre en la gelosia de la seva mestressa. La seva mestressa trenca un dels plats dels quals és responsable l'Okiku i l'Okiku se suïcida. De manera similar a les altres versions, se sent el seu fantasma comptant els plats, i la seva mestressa es torna boja i mor.

## Okiku i ukiyo-e
Com moltes obres de kabuki, Okiku era un tema popular per als artistes ukiyo-e. El 1830, Katsushika Hokusai la va incloure com una de les kaidan a la seva sèrie Cent històries de fantasmes (Hyaku monogatari). Ekin, un artista una mica notori que va tenir problemes amb la llei, va pintar un byōbu-e (pintures plegables japoneses) d'Okiku acusat per Tetsuzan Aoyama i el seu germà Chuta.
A més, va aparèixer com una de les noves formes de trenta-sis fantasmes de Tsukioka Yoshitoshi. La seva representació d'Okiku és inusualment simpàtica, sobretot perquè els fantasmes eren vists com a aparicions temibles pels japonesos del segle XIX, reflectint una tendència general en el seu treball posterior.

## Influències en la cultura japonesa

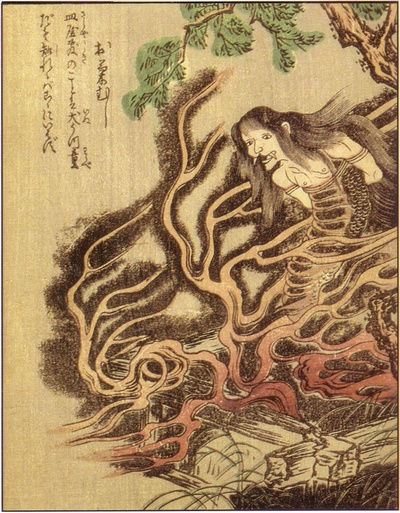
Il·lustració de l'"insecte Okiku" d'⁣Ehon Hyaku Monogatari.

El 1795, els antics pous del Japó van patir una infestació de larves byasa que es va conèixer com a "Okiku insect" (お菊虫, okiku mushi). Aquesta larva, coberta amb fils prims que sembla que hagués estat lligada, es creia àmpliament que era una reencarnació d'Okiku. La versió de Ningyo Joruri està ambientada al castell d'Himeji, una atracció turística popular del castell és Okiku-Ido, o el pou d'Okiku. Tradicionalment, aquí és on es va llançar el cos de la desgraciada donzella després de ser assassinada per Tetsuzan. Encara que el castell està tancat de nit, es diu que el seu fantasma encara s'aixeca cada nit del pou, i compta fins a nou abans de cridar i tornar al pou.

## Adaptacions
L'artista del manga Rumiko Takahashi va incloure una paròdia de la llegenda d'Okiku a la seva comèdia romàntica Maison Ikkoku. Com a part d'un esdeveniment d'Obon, els residents d'Ikkoku-kan participen en un festival d'estiu; Kyoko es disfressa d'Okiku i se suposa que s'amaga en un pou poc profund.
La coneguda escriptora de ficció Yūko Tsushima es refereix a la llegenda a la seva novel·la The Chrysanthemum Beetle (菊虫, Kikumushi), on el personatge principal, que manté una relació romàntica pintada per la gelosia, ajuda la seva amiga a netejar els insectes del seu pis. La filla de la seva amiga se n'emporta un per ensenyar-li al seu pare, però l'insecte desapareix i el seu pare li diu que probablement va ser un escarabat del crisantem que es va convertir en una papallona blanca. Aleshores li parla d'Okiku, una minyona que va posar una agulla al plat del seu amo (el seu amant) i va ser assassinada com a càstig, i la venjança de la qual perdura en forma de l'escarabat.
Una altra adaptació es va fer l'any 2002, a la història 4 del drama televisiu japonès Kaidan Hyaku Shosetsu.
Okiku i la seva llegenda també apareixen a la novel·la de terror de 2014 de Rin Chupeco The Girl From the Well  i la seva seqüela, The Suffering. En aquesta adaptació, Okiku és un esperit venjatiu que castiga els assassins de nens.
The Ring és una franquícia de pel·lícules de terror protagonitzada per Sadako (o Samara). Sadako és una noia que va morir en un pou i busca venjança a través d'una cinta de vídeo embruixada i matant a qui la veu al cap de set dies. La seva aparença i trets es basen en la llegenda d'Okiku. Sadako es representa com trobant-se amb l'Okiku a la sèrie de manga Sadako at the End of the World.